# Reicheella andicola
Reicheella andicola là loài thực vật có hoa thuộc họ Cẩm chướng. Loài này được (Phil.) Pax miêu tả khoa học đầu tiên năm 1900.